# Klingenberg am Main
Pour les articles homonymes, voir Klingenberg.

Brunnentorturm

Klingenberg am Main est une ville de Bavière (Allemagne), située dans l'arrondissement de Miltenberg, dans le district de Basse-Franconie.

## Géographie
Klingenberg se compose de la ville elle-même et des villages Trennfurt et Röllfeld, incorporés en 1976. Klingenberg et Röllfeld se trouvent sur le côté droit de la rivière Main, Trennfurt sur la gauche.

## Histoire
Au IIe siècle, les Romains ont construit un fort à Trennfurt, qui appartenait aux Limes de Germanie. La ville de Klingenberg est mentionnée pour la première fois en 1276. À cette époque, la ville était sous la domination des Seigneurs de Clingenburg, un château au-dessus de la ville. En 1504, la ville passe à Kurmainz, puis devient bavaroise en 1814.

## Politique

### Conseil municipal
Il est composé de vingt conseillers municipaux
- CSU 5 sièges
- SPD 2 sièges
- Grüne (Les Verts) 3 sièges
- Freie Wähler Klingenberg-Röllfeld (association locale) 2 sièges
- Freie Wähler Trennfurt (association locale) 4 sièges
- Neue Mitte Klingenberg (associatin locale) 4 sièges
- en plus le maitre est membre du conseil (Ralf Reichwein, CSU)

(élections du 15 mars 2020) 

### Jumelage
- Saint-Laurent-d'Arce, Gironde, France depuis 1980

## Économie
Les grandes entreprises de Klingenberg sont WIKA, un fabricant de technologie de mesure de pression et de température, à Trennfurt et le fabricant de peinture Hemmelrath à Röllfeld. En plus de l'industrie, le tourisme et la viticulture sont des secteurs économiques importants.